# Джалу (город)
Джалу (араб. جالو‎) — город в районе Эль-Вахат на северо-востоке Ливии в оазисе Джало. С 2001 по 2007 год входил в состав Адждабийского района.
Джалу был предметом Киренаикской пустынной военной кампании, проводимой ливийскими вооружёнными силами в форме прямых нападений на удерживаемые повстанцами города во время гражданской войны в Ливии.
Солнечное затмение 29 марта 2006 года было видно недалеко от Джалу.

## Известные люди
- Абу Бакр Юнис Джабер (1952—2011) — министр обороны Ливии (1970—2011)